# いいいじゅー! !
いいいじゅー!! は、日本放送協会が放送しているドキュメント番組。とある地域に移住した人が紹介され、その地域の特色やその人の新たな生き方を紹介する番組である。

## 概要

### 沿革
2021年より放送開始。2022年4月から、NHK総合テレビジョンでレギュラー放送。2024年4月より、NHK BSに移動。

### 出演・ナレーター
- 友近